# Kiril Georgiev
Pour les articles homonymes, voir Georgiev.
Kiril Dimitrov Georgiev (en bulgare : Кирил Димитров Георгиев; né le 28 novembre 1965 à Pétritch en Bulgarie) est un grand maître international d'échecs bulgare, trois fois champion de Bulgarie. De 2002 à 2004, il a été affilié à la fédération d'échecs de Macédoine. Il est à nouveau affilié à la fédération macédonienne depuis août 2018.
Au 1er septembre 2019, il est le numéro un macédonien avec un classement Elo de 2 581 points.

## Carrière

### Années 1980
Kiril Georgiev attira l'attention en 1980, lorsqu'il battit Garry Kasparov à l'olympiade de Malte en 1980. En 1983, il devient champion du monde junior et maître international. Deux ans plus tard, il obtient le titre de grand maître international.

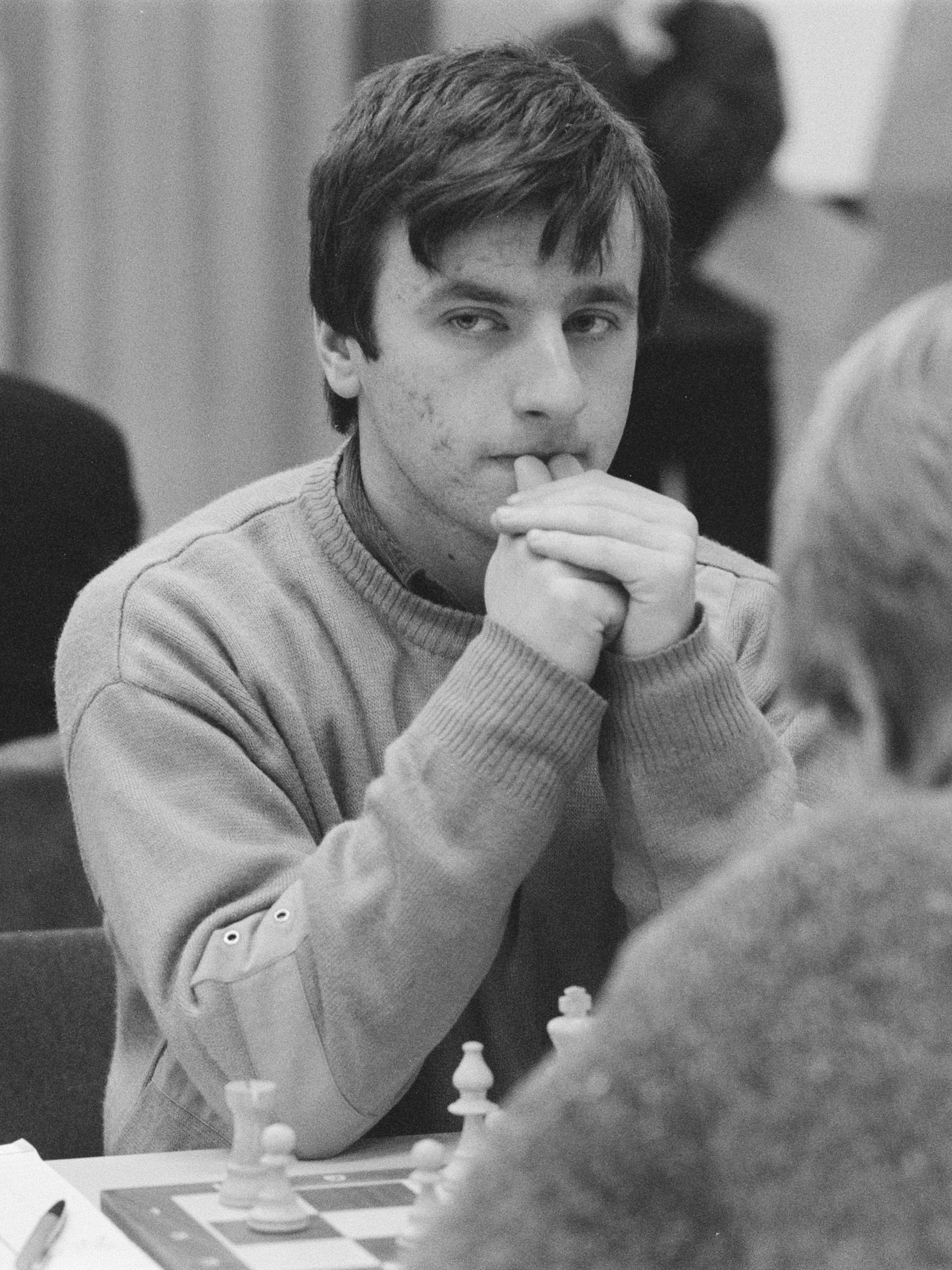
Georgiev en 1988

En devenant champion de Bulgarie en 1984 (ex æquo), 1986 et 1989, il est rapidement reconnu comme le meilleur joueur bulgare, surpassant Ivan Radulov et avant d'être devancé par Veselin Topalov.

### Olympiades
Il a représenté son pays aux olympiades d'échecs à de nombreuses reprises, jouant au premier ou au second échiquier. En 2002, il joue au 2e échiquier pour l'équipe de l'Ex-république yougoslave de Macédoine alors qu'il y résidait temporairement.

### Tournois internationaux
Il a obtenu des résultats remarquables en compétition internationale, compte tenu du fait qu'il n'a jamais atteint le statut de super grand maître (classement Elo de 2700 ou plus). Il gagne
- au tournoi de Sarajevo 1986 (ex æquo avec Lev Psakhis et Lajos Portisch),
- à San Bernardino 1988,
- à Elenite (Bourgas) :
  - en 1992 (devant Sokolov, Topalov, Iossif Dorfman, Iouri Razouvaïev et Vassílios Kotroniás) et
  - en 1995 (avec Topalov, devant Nigel Short, Boris Gulko et Sergueï Dolmatov)
- au tournoi zonal de Budapest en 1993 (devant Judit Polgár et Ľubomír Ftáčnik).

### Championnats du monde
Georgiev a aussi participé au championnat du monde d'échecs.
- En 1990, il se qualifie pour le tournoi interzonal de Manille et se classe 14e sur 64, ne perdant que contre Alekseï Dreïev.
- En 1993, à Bienne, il finit 40e du tournoi interzonal de Bienne avec la moitié des points (6,5/13).
- En 1993, à Groningue, il finit 45e du tournoi de sélection PCA avec 4,5 points sur 11.
- De 1997 à 2004, il participe aux championnats du monde FIDE à élimination directe. À Groningue, au championnat du monde de la Fédération internationale des échecs 1997-1998, il perd au quatrième tour (huitième de finale) contre Loek van Wely.

| Année | Lieu                             | Résultat                            | Ultime adversaire      | Adversaires battus            |
| ----- | -------------------------------- | ----------------------------------- | ---------------------- | ----------------------------- |
| 1997  | Groningue                        | quatrième tour (huitième de finale) | Loek van Wely          | Boris Alterman, Vadim Milov   |
| 1999  | Las Vegas                        | quatrième tour (huitième de finale) | Vladimir Akopian       | Tal Shaked, Peter Svidler     |
| 2000  | New Delhi                        | troisième tour                      | Veselin Topalov        | Liviu-Dieter Nisipeanu        |
| 2001  | Moscou                           | troisième tour                      | Ruslan Ponomariov      | Fouad El Taher, Lázaro Bruzón |
| 2004  | Tripoli                          | premier tour                        | Aleksander Wojtkiewicz |                               |
| 2007  | Khanty-Mansiïsk (coupe du monde) | premier tour                        | Bartosz Soćko          |                               |

### Années 2000
Il gagne au tournoi de Belgrade en 2000 (devant Aleksandr Beliavski et Ulf Andersson).
Depuis 2000, ses résultats ne sont pas moins impressionnants. Premier
- au tournoi de Sarajevo en 2001 (sa première victoire en tournoi de catégorie 16, devant Topalov, Ilya Smirin, Alekseï Dreïev et Ivan Sokolov) et
- à Bad Wörishofen 2002.

À Festival de Gibraltar, il est
- premier ex aequo avec Levon Aronian, Zahar Efimenko, Alexeï Chirov et Emil Sutovsky en 2005, et
- seul gagnant en 2006 (devant Nigel Short, Sutovsky, Chirov, Vladimir Akopian et Viktor Bologan avec un score imposant de 8,5/10.

En 2006, il remporte une médaille de bronze au championnat d'Europe d'échecs individuel (derrière Zdenko Kožul et Vassili Ivantchouk). À l'Open Aeroflot de Moscou, il finit cinquième ex æquo à un demi-point du premier.
Il a atteint son meilleur classement Elo en avril 2001 atteignant 2695 points. Au 1er mars 2011, il est le 78e joueur mondial avec un classement Elo de 2 666 points.
En février 2009, il bat le record du monde de parties simultanées. Il joue 360 parties durant 14 heures, en remportant 280, faisant 74 nulles et n'en perdant que 6, soit un pourcentage de gain de 88 % (un score de 80 % minimum était nécessaire pour que le record soit homologué). Ce record est cependant battu en août 2009 par un joueur iranien.